# Adrienne Frantz
Adrienne Frantz (Mount Clemens (Michigan), 7 juni 1978) is een Amerikaanse actrice.
Ze is het best bekend voor haar rol van Amber Moore in The Bold and the Beautiful. In 1997 verscheen ze voor het eerst in de soap in het dorpje Furnace Creek waar ze samen met Sheila in een hamburgertent werkte. Later werkte ze zich van trailer trash op tot klassevolle dame. In 2005 verliet ze de show om haar muzikale carrière uit te bouwen, maar ze beloofde om terug te komen. Sinds 2006 speelt Frantz in een andere Amerikaanse soap: The Young and the Restless. Sinds 2010 is Frantz weer terug bij The Bold and the Beautiful als Amber Moore.
Frantz trouwde op 11 november 2011 met de acteur Scott Bailey.